# Article 9 de la Charte canadienne des droits et libertés
L'article 9 de la Charte canadienne des droits et libertés est l'article de la Charte des droits de la Constitution du Canada qui garantit la protection contre la détention ou l'emprisonnement arbitraires. Cette disposition est invoquée dans le contexte de droit criminel, généralement lorsqu'une policier arrête, détient ou retient un suspect sans motif raisonnable. Ce droit fait partie de ceux qui peuvent être outrepassés par la disposition de dérogation.

## Texte
L'article 9 se lit comme suit :

« 9. Chacun a droit à la protection contre la détention ou l'emprisonnement arbitraires. »

— Article 9 de la Charte canadienne des droits et libertés

## Interprétation
La « détention » ne tombe sous le sens de l'article 9 et de l'article 10 que s'il y a des « contraintes physiques ou psychologiques appréciables ». Une détention sera considérée arbitraire « s'il n'y a pas de critère, exprès ou tacite, qui en régit l'exercice. »
Lorsque l'article 9 est invoqué, la Couronne doit démontrer que la police a agi en fonction de leur devoir prévu par la loi. Ce devoir peut découler soit de la common law ou d'une loi codifiée. Ensuite, la couronne doit démontrer que l'action elle-même était une utilisation justifiable de leur autorité conférée par ce devoir.
Dans le jugement  R. c. Wilson (1990), il fut jugé que les arrêts aléatoires par la police, autorisés par la loi, contrevenaient à l'article 9 mais étaient justifiables en tant que limite raisonnable en vertu de l'article 1 de la Charte. De même, dans R. c. Ladouceur (1990) les points d'inspections sur les autoroutes furent jugées arbitraires là où une discrétion absolue était accordée à la police ; cette violation fut également jugée justifiable sous l'article 1.

## Sources
- (en) Cet article est partiellement ou en totalité issu de l’article de Wikipédia en anglais intitulé « Section Nine of the Canadian Charter of Rights and Freedoms » (voir la liste des auteurs).